# Fleischroter Mannsschild
Der Fleischrote Mannsschild (Androsace carnea) ist eine Pflanzenart aus der Gattung Mannsschild (Androsace) innerhalb der Familie der Primelgewächse (Primulaceae).

## Beschreibung

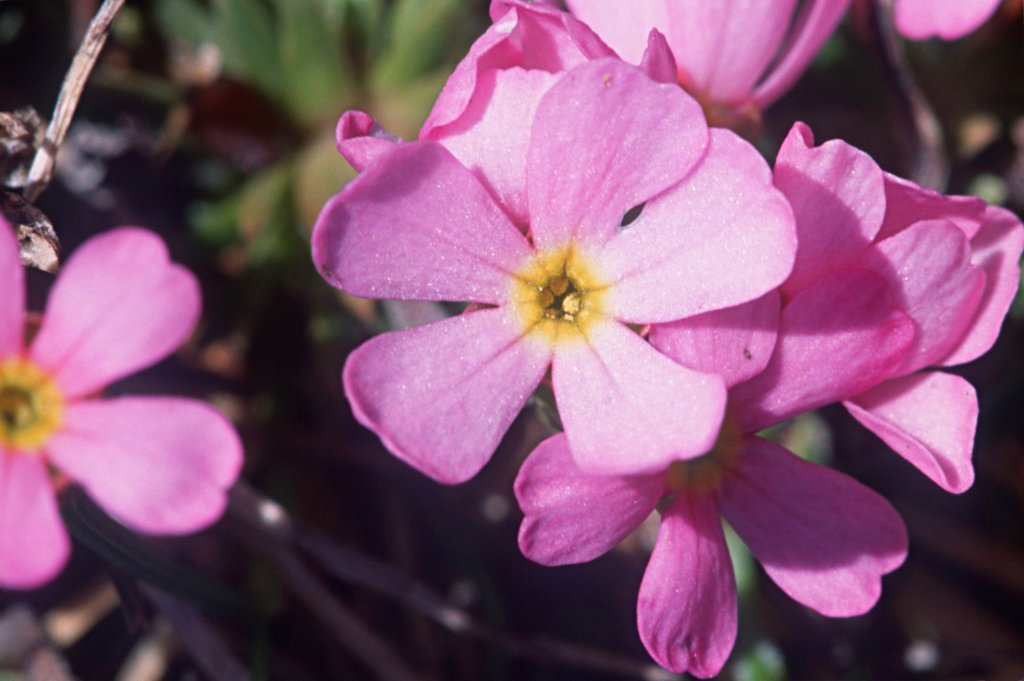
Radiärsymmetrische, fünfzählige Blüten im Detail

### Vegetative Merkmale
Der Fleischrote Mannsschild ist eine ausdauernde Pflanze, die Wuchshöhen bis 8 Zentimeter erreicht. Sie ist mit mehrstrahligen, kurzen und in kleinen Rasen wachsenden Sternhaaren flaumig behaart. Die Laubblätter sind in wenigen Rosetten angeordnet. Sie sind 5 bis 20 Millimeter lang, 1 bis 2 Millimeter breit, fleischig, ganzrandig, leicht gekielt, linealisch-lanzettlich und unter der Mitte am breitesten.

### Generative Merkmale
Die Blütezeit reicht von Juni bis August. Der Blütenstandsschaft ist bis zu 6 Zentimeter lang. In einem dodigen Blütenstand befinden sich mehrere Blüten. Die Blütenstiele sind 2 bis 10 Millimeter lang. Die Tragblätter sind bei einer Länge von 2 bis 5 Millimetern lanzettlich und kürzer oder genauso lang wie die Blütenstiele.
Die zwittrige Blüte ist radiärsymmetrisch und fünfzählig mit doppelter Blütenhülle. Die fünf 3 bis 4 Millimeter langen Kelchblätter sind glockenförmig verwachsen. Die Krone ist 5 bis 9 Millimeter breit und hell- bis dunkelrosa gefärbt, selten weiß. Der Schlund ist gelb, die Kronlappen sind rundlich oder leicht ausgerandet.
Die Chromosomenzahl beträgt 2n = 38.

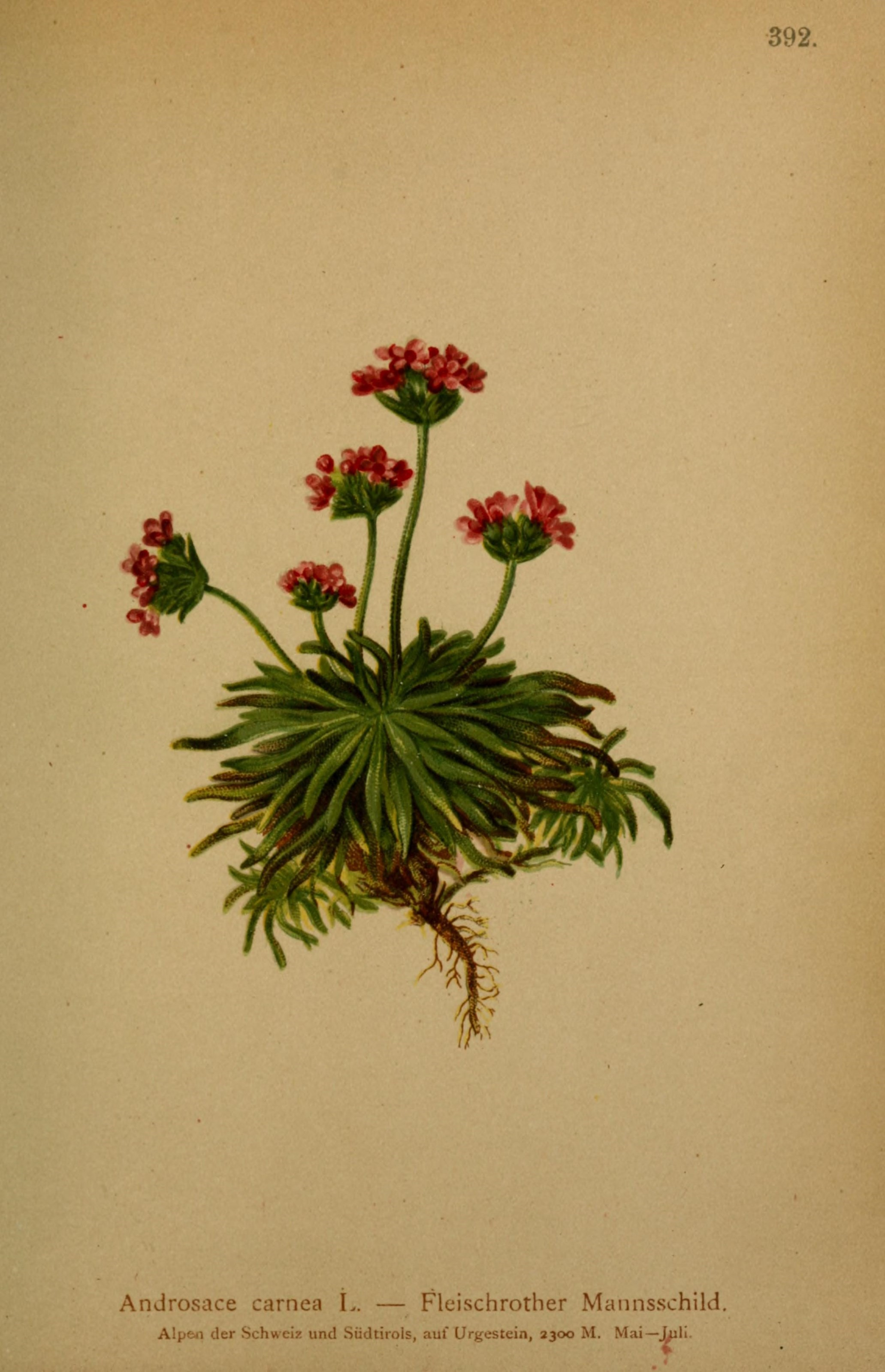
Illustration aus Atlas der Alpenflora

## Vorkommen
Der Fleischrote Mannsschild kommt hauptsächlich von den Pyrenäen und den Westalpen bis zum Simplon vor. Der Fleischrote Mannsschild wächst auf kalkarmen, feuchten Böden in Rasen und Ruhschutt vor allem in der alpinen Höhenstufe in Höhenlagen von bis zu 3100 Metern; diese Höhenlage erreicht er im Kanton Wallis. Der Fleischrote Mannsschild ist eine Charakterart des Senecioni-Caricetum curvulae aus dem Verband Caricion curvulae. Bemerkenswert ist ein Vorkommen in den Vogesen auf dem Sulzer Belchen (Grand Ballon) in einer Höhenlage von etwa 1400 Metern, das von Professor Emmanuel König 1732 aus Basel entdeckt wurde.

## Systematik

### Taxonomie
Die Erstveröffentlichung von Androsace carnea erfolgte 1753 durch Carl von Linné in Species Plantarum, Tomus I, S. 142. Synonyme für Androsace carnea L. sind: Androsace carnea subsp. laggeri (A.Huet) Nyman, Androsace carnea subsp. affinis (Biroli) Rouy, Androsace carnea L. subsp. carnea.

### Äußere Systematik und botanische Geschichte
In der Schweizer Flora werden in einem Aggregat Androsace carnea agg. drei Arten unterschieden:
- Androsace brigantiaca Jord. & Fourr. (Syn.: Androsace adfinis subsp. brigantiaca (Jord. & Fourr.) Kress): Sie kommt in Frankreich und Italien vor.[3]
- Androsace halleri L. (Syn.: Androsace carnea subsp. rosea (Jord. & Fourr.) Rouy): Sie kommt im Rang einer Unterart in Spanien und Frankreich vor.[3] Hierher gehört auch das Vorkommen in den Vogesen.[2]
- Androsace puberula Jord. & Fourr. (Syn.: Androsace adfinis subsp. puberula (Jord. & Fourr.) Kress): Sie ist ein westalpin-pyrenäisches Florenelement. Sie kommt in der Schweiz im Kanton Wallis vor. Die ökologischen Zeigerwerte nach Landolt et al. 2010 sind in der Schweiz: Feuchtezahl F = 3 (mäßig feucht), Lichtzahl L = 4 (hell), Reaktionszahl R = 2 (sauer), Temperaturzahl T = 1+ (unter-alpin, supra-subalpin und ober-subalpin), Nährstoffzahl N = 2 (nährstoffarm), Kontinentalitätszahl K = 3 (subozeanisch bis subkontinental).[4]

Dazu kommen vielleicht noch:
- Androsace laggeri A.Huet (Syn.: Androsace carnea subsp. laggeri (Huet) Nyman): Er kommt nur in den spanischen Pyrenäen vor.
- Androsace cantabrica (Losa & P.Monts.) Kress (Syn.: Androsace carnea var. cantabrica Losa & P.Monts.): Sie kommt in Spanien vor.

## Belege
- Xaver Finkenzeller, Jürke Grau: Alpenblumen (= Steinbachs Naturführer.). Neue, bearbeitete Sonderausgabe, Mosaik-Verlag GmbH, München 1996, ISBN 3-576-10558-1.